# Joachim-Neander-Medaille
Die Joachim-Neander-Medaille ist eine Auszeichnung der Evangelischen Kirche im Rheinland. Namensgeber ist der Theologe und Lieddichter Joachim Neander. Sie wird für herausragende kirchenmusikalische Aktivitäten auf dem Gebiet der Landeskirche verliehen. 
Sie wurde vom Landeskirchenmusikdirektor Ulrich Cyganek initiiert und 2024 das erste Mal verliehen. Der Schwerpunkt soll jedes Jahr wechseln. 2024 wurden 17 Projekte aus dem Bereich der musikalischen Kinder- und Jugendarbeit ausgezeichnet.

## Preisträger (Auswahl)
- 2024: Wuppertaler Kurrende